# Odvrácená strana Slunce
Odvrácená strana Slunce (v anglickém originále The Dark Side of the Sun) je americko-jugoslávský dramatický film z roku 1988. Režisérem filmu je Božidar Nikolić. Hlavní role ve filmu ztvárnili Guy Boyd, Brad Pitt, Cheryl Pollak, Constantin Nitchoff a Milena Dravić.

## Obsazení
| Guy Boyd            | otec    |
| Brad Pitt           | Rick    |
| Cheryl Pollak       | Frances |
| Constantin Nitchoff |         |
| Milena Dravić       | matka   |
| Gorica Popović      | Nina    |
| Sonja Savić         |         |
| Nikola Jovanović    |         |